# Scribblenauts
Scribblenauts ist ein 2009 veröffentlichtes Rätsel-Videospiel für den Nintendo DS, das von 5th Cell entwickelt wurde und von Warner Bros. Interactive vertrieben wird.

## Spielprinzip
Der Spieler steuert den Protagonisten Maxwell, der in jeweils 110 Action- und Puzzle-Levels Aufgaben lösen muss, die mit einem symbolisierten Sternenfragment und einem variablen Betrag in der Spielwährung Ollars belohnt werden. Alternativ kann der Spieler im Hauptmenü den Sandbox-Modus benutzen, in dem es keine Aufgaben gibt. Durch die Eingabe von Hauptwörtern kann der Spieler dabei Gegenstände erscheinen lassen, die ihm bei der Lösung eines Rätsels assistieren. Außerhalb der Levels können weitere Spielwelten sowie Extras wie andere Spielfiguren, die sich nur im Aussehen unterscheiden, durch Ollars freigeschaltet werden. Ein Leveleditor ist enthalten, wobei Levels mit der Wi-Fi-Connection getauscht werden können.

### Rätselbeispiel
Eines der Rätsel beinhaltet vier Angehörige verschiedener Berufsgruppen, von denen zwei ein Werkzeug erhalten sollen, das sie in ihrem Beruf verwenden. Der Spieler kann nun die Werkzeuge erschaffen, beispielsweise ein Stethoskop für den Arzt und eine Axt für den Feuerwehrmann, und so das Rätsel lösen. Zur Belohnung erscheint der Starite, den Maxwell an sich nimmt, um das Level zu beenden.

## Entwicklung und Technik

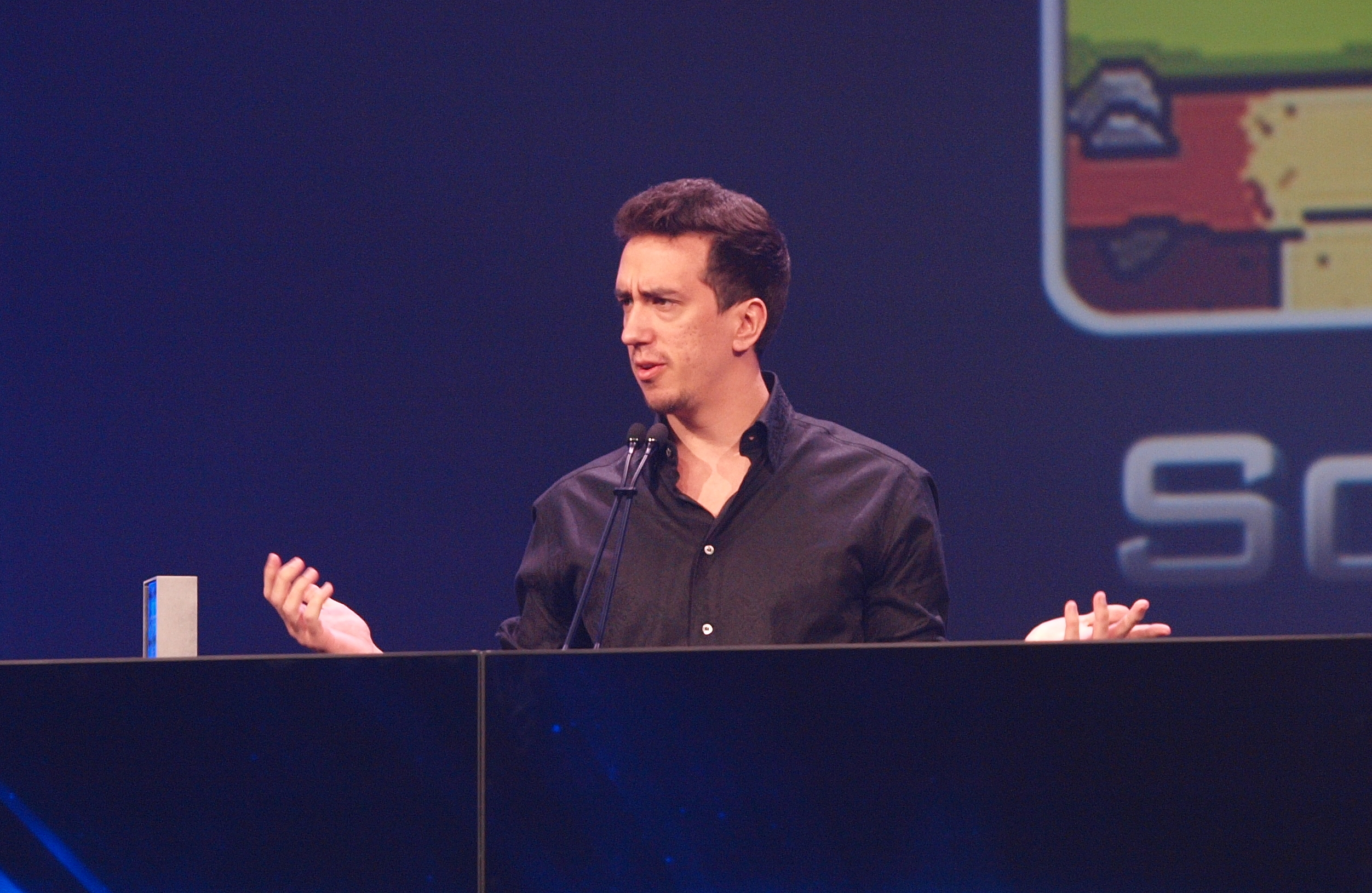
Entwickler Jeremiah Slaczka, 2010

Das Spiel wird komplett mit dem Stylus und den DS-Tasten bedient. Das DS-Mikrofon kommt hingegen nicht zum Einsatz.
Scribblenauts wurde über einen Zeitraum von 15 Monaten hinweg entwickelt. Die Idee für das Spiel kam von Jeremiah Slaczka. Bei der Entwicklung wurde berücksichtigt, das Spiel für Casual Gamer und Hardcorespieler gleichermaßen zugänglich zu machen. Als Publisher wurde Warner Bros. Interactive ausgesucht, da dieser relativ neu ist, aber über viel Geld verfügt. Bei der Gamescom 2009 bestand so die Hälfte des Standes von Warner Bros. aus Scribblenauts.

### Objectnauts
Dem Gegenstandsgenerator liegt die von 5th Cell entwickelte Objectnauts-Datenbank zugrunde. Fünf Mitarbeiter haben über ein halbes Jahr Gegenstände aus Enzyklopädien wie Wikipedia gesucht und eingepflegt. die Gegenstände in Kategorien einteilt, die ihrerseits Eigenschaften der Gegenstände beeinflussen können. So ist ein Elefant in der Kategorie Säugetiere, die ihrerseits eine Unterkategorie von Tiere ist. Jedes Objekt in der Kategorie Tiere hat die Eigenschaft, organisches Fleisch zu besitzen, welches wiederum gegessen werden kann. Die in Scribblenauts enthaltene Datenbank enthält nach Angaben der Entwickler mehr als zehntausend Objekte. Dabei sind jedoch auch Synonyme für zu ähnliche Begriffe enthalten, so ist beispielsweise ein Gouda in der Datenbank dasselbe wie Käse. Auch Box und Kiste gelten in der Datenbank als derselbe Gegenstand. Hingegen existieren auch einander ähnliche Begriffe mit verschiedenen Eigenschaften, wie Android, Roboter und Cyborg, für die jeweils ein eigenständiger Datenbankeintrag vorhanden ist.
Alle Gegenstände wurden von Hand mit Eigenschaften versehen, etwa mit verschieden hohen Trefferpunkten. Durch die hohe Anzahl an Gegenständen und Interaktionsmöglichkeiten war ein vollständiger Test der Auswirkungen aller Aktionen ausgeschlossen. Als Beispiel gab Slaczka in einem Interview an, dass es unmöglich sei, durchzutesten, was geschähe, wenn man ein Flugzeug zunächst einfriert, es dann mit einer Zeitmaschine in die Vergangenheit schickt, einen alten Mann daraufsetzt und es dann anzündet.

## Rezeption
Die Spielidee und Objektdatenbank wurden von Kritikern gelobt, während die Steuerung vielfach kritisiert wurde.
Die Durchschnittsbewertung bei critify.de liegt bei 83/100, während Metacritic eine Durchschnittsbewertung von 79/100 Punkten und eine Leserbewertung von 7,3/10 Punkten ermittelt hat.

### Verkaufszahlen
Nach Angaben der NPD Group verkaufte 5th Cell im Releasemonat 194.000 Einheiten von Scribblenauts in den Vereinigten Staaten. Warner Bros. Interactive gab im Februar 2010 bekannt, dass das Spiel weltweit über eine Million Mal verkauft worden sei.

## Nachfolger

### Super Scribblenauts
Eine Fortsetzung mit dem Namen Super Scribblenauts ist Herbst 2010 für den Nintendo DS erschienen. Neu ist nun ein Adjektivsystem. Damit kann der Spieler zusätzliche Adjektive zu Begriffen hinzufügen. Neben diesen neuen Möglichkeiten sind Steuerungsprobleme behoben worden. Diese waren im ersten Teil der Hauptkritikpunkt. Außerdem stellt das Spiel ungefähr 890 weitere Objekte zur Verfügung.

### Scribblenauts Unlimited
Am 5. Juni 2012 wurde Scribblenauts Unlimited angekündigt. Das Spiel ist in Nordamerika seit dem 13. November 2012 und in Australien seit dem 30. November 2012 für 3DS und Wii U sowie seit dem 19. November 2012 in Nordamerika und seit dem 28. November 2012 in Australien für den PC erhältlich. In Europa sollte das Spiel ursprünglicherweise als Titel zum Verkaufsstart der Wii U am 30. November 2012 erscheinen. Das Erscheinungsdatum des Spieles war in Europa endgültig auf den 8. Februar 2013 für 3DS und Wii U sowie den 15. Februar 2013 für den PC festgesetzt. Jedoch ließ Nintendo am 28. Januar 2013 bekannt geben, dass Scribblenauts Unlimited sich in Deutschland ein weiteres Mal verspäten werde. Einen Grund für die erneute Verspätung oder einen Veröffentlichungstermin gab Nintendo nicht bekannt. Am 5. Februar 2013 bestätigte Nintendo, dass sich das Erscheinen des Spieles nicht nur in Deutschland, sondern auch in ganz Europa verzögern werde. In einer Nintendo Direct Ausgabe vom Oktober 2013 wurde die Veröffentlichung des Spiels für Wii U und 3DS in Europa schließlich für den 6. Dezember 2013 angekündigt. Außerdem ist das Spiel am 15. Dezember 2015 für iOS erschienen und kostete als Universal-App für iPhone und iPad 4,99 €.
In Scribblenauts Unlimited gibt es im Gegensatz zu den Vorgängern keinen Levelauswahl-Bildschirm mehr, sondern eine große, verbundene Oberwelt, die der Spieler frei erkunden kann. Dadurch bekommt das Spiel neben dem Puzzle- auch ein Adventure-Element hinzu. Eine weitere Neuerung im Spiel ist, dass Spieler nun mithilfe eines Objekt-Editors selbst neue Objekte erschaffen können.
Es gibt leichte Unterschiede zwischen den verschiedenen Spielversionen. Auf dem 3DS fehlt der Objekt-Editor, stattdessen erlaubt es Kommunikation mithilfe der 3DS-Funktionen StreetPass und SpotPass. Die Windows-Version des Spiels beinhaltet eine Steam Workshop-Integration und erlaubt Spielern dadurch, ihre selbst erstellten Objekte mit anderen zu teilen. Die Wii-U-Version beinhaltet einen exklusiven Koop-Modus für zwei Spieler. Auf Wii U und 3DS sind bekannte Nintendo-Charaktere wie Super Mario im Spiel verfügbar.

#### Handlung
Im Gegensatz zu den Vorgängern besitzt Scribblenauts Unlimited eine Handlung:
Der Abenteurer Edgar war angeblich der berühmteste Abenteurer der Welt. Als er eine vergoldete Figur aus einem antiken Tempel bergen wollte, fand er dort nur die Abenteurerin Julie vor, welche ihm zuvorkam und gerade ihr Mittagessen essen wollte. Später konkurrierten Edgar und Julie gegeneinander Abenteuer um Abenteuer. Julie kam Edgar beim Öffnen einer Schatzkiste zuvor, doch der Schatz, den sie vorfand, war ein Verlobungsring. Edgar und Julie heiraten und bekamen vorerst nur einen Sohn namens Edwin, aber später zogen sie 42 Kinder groß, welche alle ihre Kinder sind! Sie gaben jedem ihrer Kinder ein spezielles Relikt, die beiden Zwillinge Maxwell und Lily bekamen einen Globus, mit dem man an jeden Punkt der Welt reisen kann, und ein magisches Notizbuch, welches, sobald man ein Wort hineinschreibt, dieses sofort Wirklichkeit werden lässt! Jedoch gewöhnten sie sich zu sehr an ihre Geschenke, so dass ihre Eltern befürchten, dass sie die beiden zu sehr verwöhnen. Also schickten sie ihre Kinder los, so dass sie die Welt entdecken. Auf dem Weg in die Stadt trafen Maxwell und Lily einen hungrigen alten Mann. Maxwell zaubert ihm einen Apfel, welcher jedoch faul war. Der alte Mann verfluchte Lily, sie verwandelt sich nach und nach in Stein. Maxwell und Lily gingen zu ihrem ältesten Bruder Edwin. Edwin erzählte ihnen von Starites, das sind magische Sterne, welche aus der Freude anderer entstehen. Maxwell sieht es als seine Aufgabe, seine Zwillingsschwester zu retten und genug Starites für sie zu sammeln, dass es ihr wieder gut geht.

#### Kritiken
Das Magazin GBase.ch hat Scribblenauts Unlimited eine Wertung von 7.5 verliehen. Im Testbericht wurden vor allem der enorme Umfang sowie der große Wortschatz gelobt. Im Gegenzug wurden die sperrige Steuerung und die langen Ladezeiten bemängelt.
Auf Metacritic liegt die Durchschnittswertung für die PC-Version bei 75/100 Punkten und für die Wii-U- und 3DS-Fassung bei jeweils 73/100 Punkten.

### Scribblenauts Unmasked: A DC Comics Adventure
Im September 2013 erschien mit Scribblenauts Unmasked: A DC Comics Adventure ein vierter Teil der Serie. Das Grundspiel ist Scribblenauts Unlimited sehr ähnlich, allerdings enthält Unmasked zahlreiche Charaktere und Schauplätze aus dem DC-Comics-Universum, wie beispielsweise Batman und Superman. In Europa ist das Spiel nur für Windows verfügbar, während in Nordamerika und Australien auch Versionen für Wii U und Nintendo 3DS erschienen sind.

## Rechtsstreitigkeiten
Im April 2013 wurde eine Klage gegen Warner Bros. bzw. 5th Cell vonseiten Charles Schmidts und Orlando Torres’ eingereicht, weil die Urheberrechte der Internet-Memes Nyancat und Keyboard Cat verletzt worden seien. Die beiden Memes, die in der Vergangenheit große Aufmerksamkeit auf Videoplattformen wie Youtube genossen, sollen laut Schmidt & Torres ohne Genehmigung von 5th Cell oder Warner Bros. in dem Spiel verwendet worden sein. Gegen eine rein private Nutzung hätten sie nichts, jedoch sollen die von ihnen angemeldeten Markenschutzrechte eine kommerzielle Nutzung unterbinden. Die Parteien haben sich letztendlich außergerichtlich geeinigt, wobei Warner Bros. Lizenznehmer der beiden Memes für den weiteren Gebrauch in Scribblenauts-Spielen wurde.